# ジョン・メルビー
ジョン・メルビー（John Melby、1941年 - ）は、アメリカ合衆国の作曲家。
主にコンピューター音楽（電子音楽）の作曲家として知られている。